# Thomas Magott
Thomas Magott, indicato anche come Maggott, Macket o Mackett (Inghilterra, XVII secolo – 1680), è stato un pirata inglese.

## Biografia
Le prime notizie storiche su Thomas Magott lo descrivono, sul finire del 1679 , associato ai capitani pirati John Coxon, Bartholomew Sharpe, Robert Allison e Cornelius Essex. Il suo vascello, il più piccolo della flotta, non disponeva di cannoni ed era uno sloop da 14 tonnellate con 20 uomini a bordo. Sfruttando la lettera di corsa di Coxon, il gruppo salpò alla volta di Puerto Bello ed assieme ad altri due bucanieri francesi, Rose e Bournano, saccheggiò la città nel febbraio del 1680.
Dopo aver riparato la propria nave a Bocas del Toro ed aver ottenuto rinforzi, Magott partecipò a una spedizione nell'entroterra per attaccare Panama ma, ma ammalatosi come il capitano Allison, non fu in grado di proseguire e rimase di guardia alle navi. Alcuni degli uomini di Allison e di Magott decisero di continuare la spedizione insieme a Coxon. Magott non ebbe più parte alle loro avventure, e non si sa più niente di lui dopo il 1680.